# Val des Vignes
Val des Vignes ist eine französische Gemeinde mit 1.358 Einwohnern (Stand 1. Januar 2022) im Département Charente in der Region Nouvelle-Aquitaine. Sie gehört zum Kanton Charente-Sud und zum Arrondissement Cognac.
Sie entstand als Commune nouvelle mit Wirkung vom 1. Januar 2016 durch die Zusammenlegung der früheren Gemeinden Aubeville, Péreuil, Jurignac und Mainfonds, die in der neuen Gemeinde den Status einer Commune déléguée innehaben. Der Verwaltungssitz befindet sich im Ort Jurignac.

## Gliederung
| Ortsteil                   | ehemaliger INSEE-Code | Fläche (km²) | Einwohnerzahl zum 1. Januar 2018 |
| -------------------------- | --------------------- | ------------ | -------------------------------- |
| Jurignac (Verwaltungssitz) | 16175                 | 16,00        | 641                              |
| Aubeville                  | 16021                 | 08,22        | 368                              |
| Mainfonds                  | 16201                 | 09,26        | 118                              |
| Péreuil                    | 16257                 | 17,18        | 282                              |

## Lage
Nachbargemeinden sind Bellevigne und Birac im Nordwesten, Roullet-Saint-Estèphe im Norden, Étriac und Claix im Nordosten, Champagne-Vigny im Osten, Coteaux-du-Blanzacais im Südosten, Saint-Aulais-la-Chapelle im Süden, Angeduc im Südwesten und Saint-Bonnet und Ladiville im Westen.